# Euronotruf

Euronotruf (Logo innerhalb der EU)

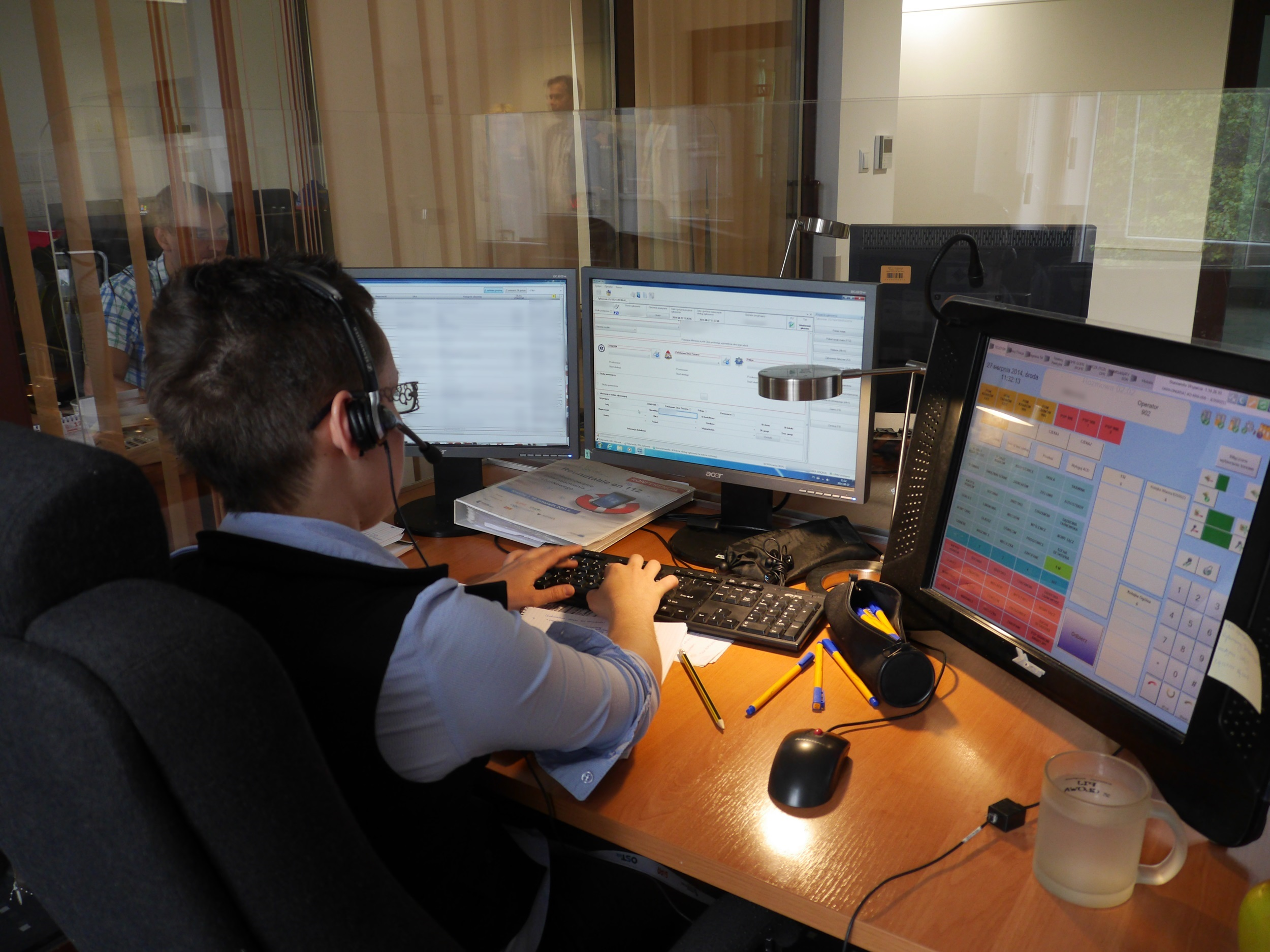
Einsatzleitstelle in Krakau, Polen

Der Euronotruf ist ein gebührenfreies, in Europa länderübergreifendes Notrufsystem, das unter der Rufnummer 112 erreichbar ist.

## Funktionsweise
Unter der Rufnummer 112 ist eine Leitstelle zu erreichen, die je nach Notfall die zuständigen Organisationen wie Feuerwehr, Rettungsdienst oder Polizei alarmiert. Die Leitstellen sollen in der Lage sein, Notrufe in verschiedenen Sprachen bearbeiten zu können.
Bei einem Notruf wird dem Leitstellendisponenten immer die Telefonnummer des Anrufers angezeigt, selbst wenn dieser im Telefon eingestellt hat, dass die Rufnummernanzeige unterdrückt wird. Das technische Verfahren hierzu wird durch ein vermittlungstechnisches Leistungsmerkmal namens CLIRO realisiert.

## Länder

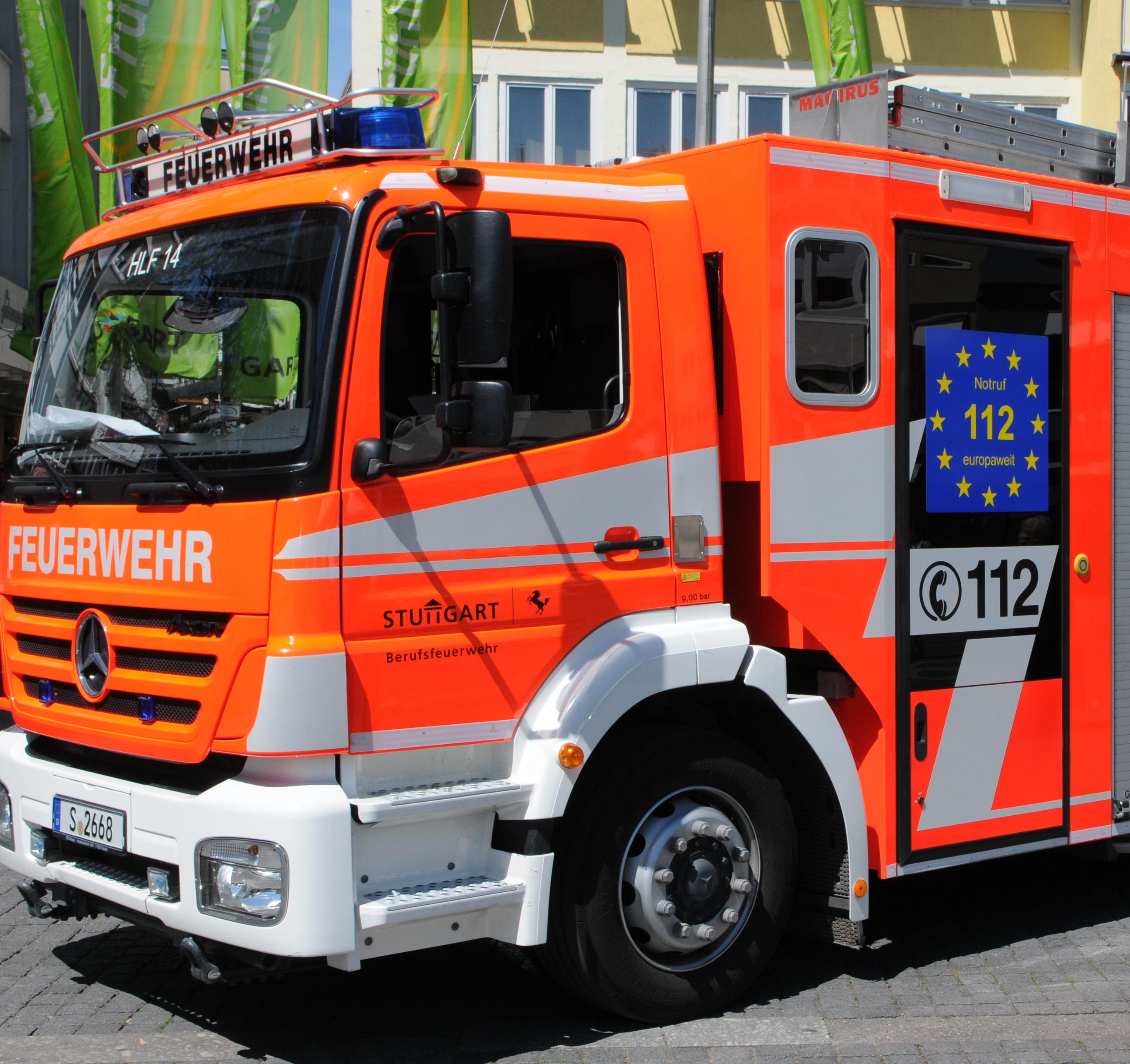
Euronotruflogo auf einem Fahrzeug der Stuttgarter Feuerwehr

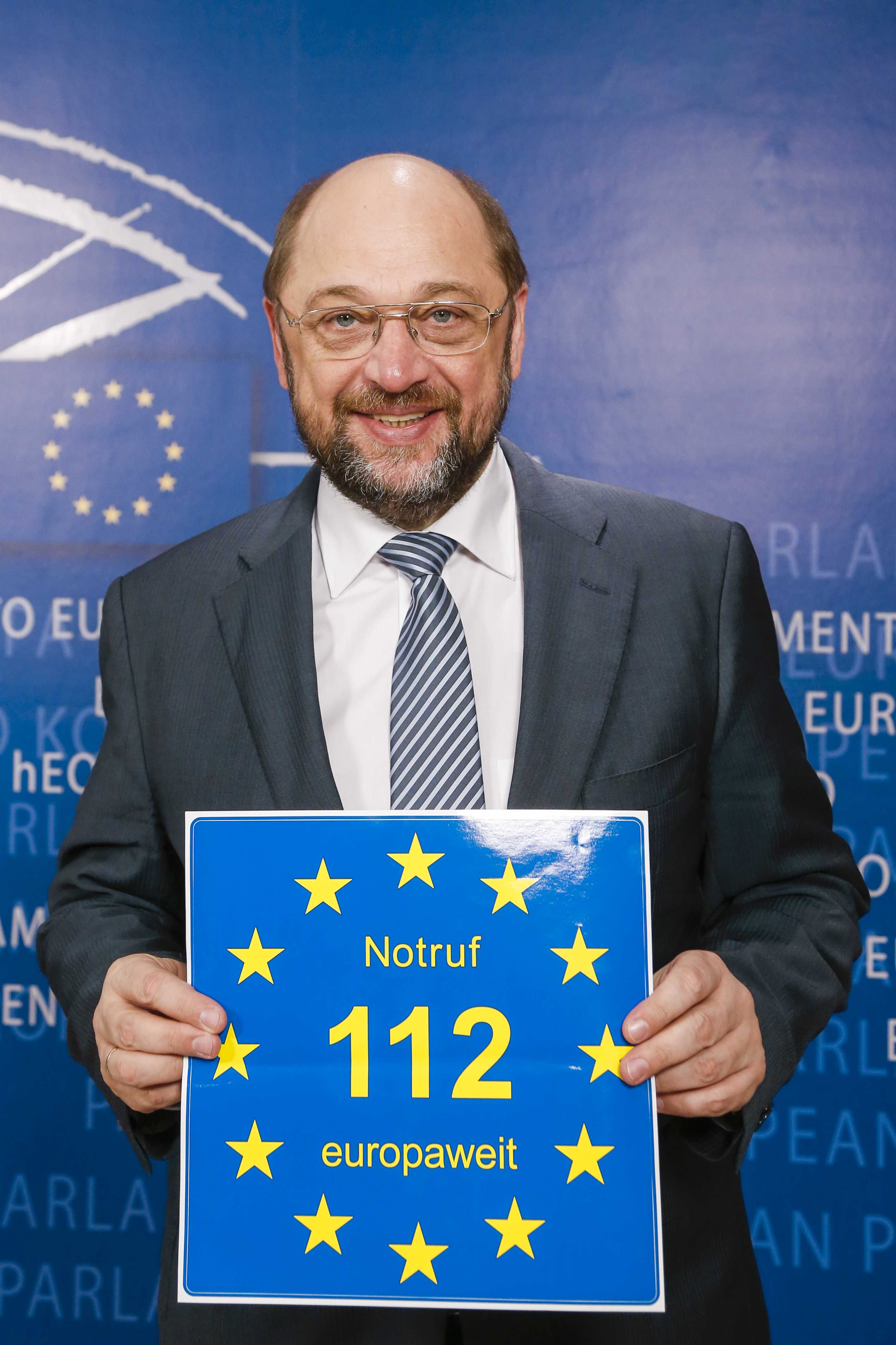
Der damalige Präsident des Europäischen Parlaments, Martin Schulz, wirbt für den europaweiten Notruf 112 (6. März 2013)

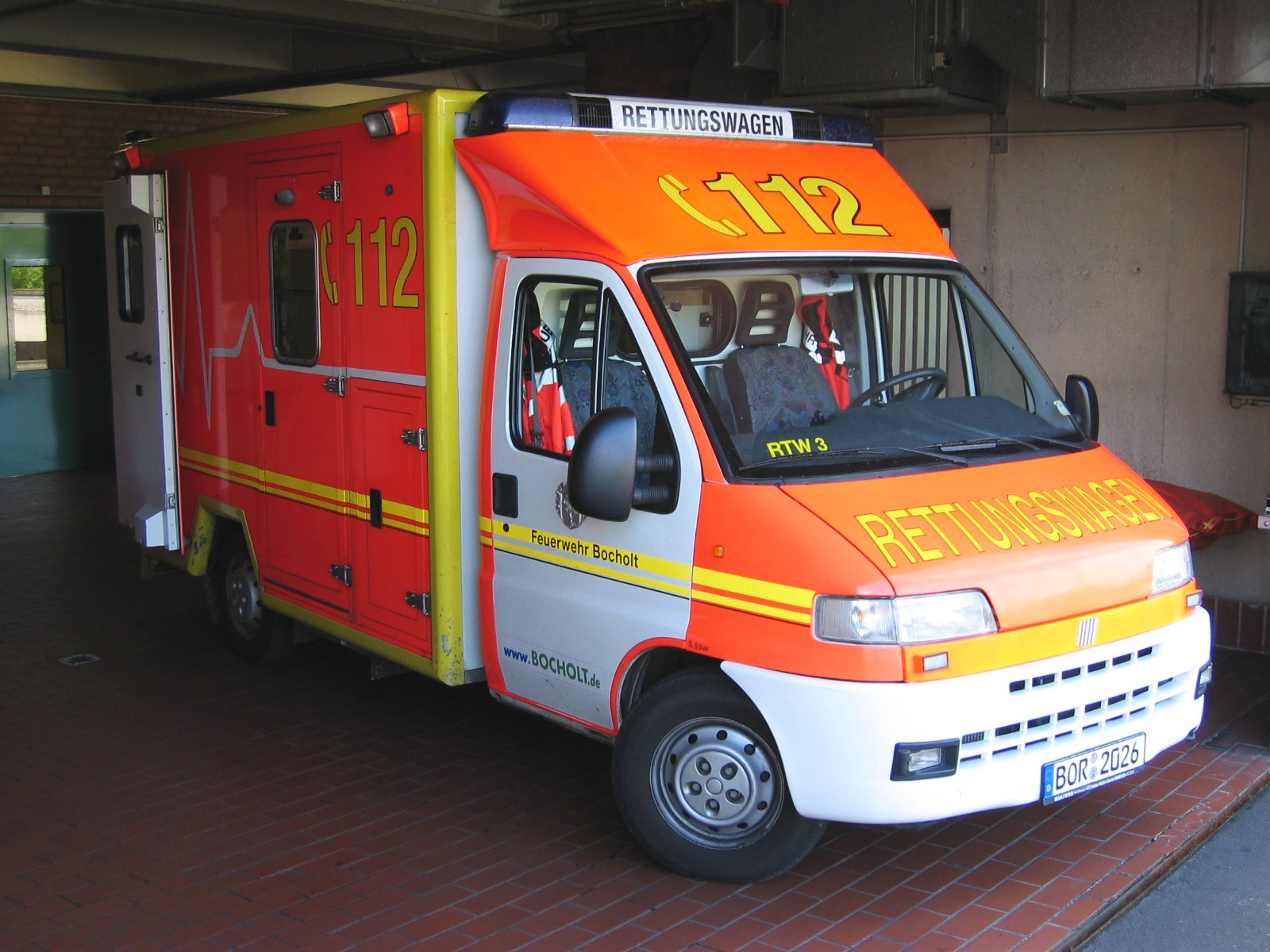
Euronotruf 112 deutlich sichtbar auf der Front und der Seite eines deutschen Rettungswagens

Der Euronotruf gilt in der Europäischen Union, Andorra, Belarus, Färöer-Inseln, Großbritannien, Island, Kosovo, Liechtenstein, Norwegen, San Marino, Schweiz, Türkei, Ukraine, Vatikanstadt, Bosnien und Herzegowina und in Russland. Außerdem wird die Notrufnummer in einigen asiatischen Ländern wie Israel oder Kasachstan und afrikanischen Ländern wie Simbabwe und teilweise in Südafrika angewendet. In Kanada und den Vereinigten Staaten wird beim Wählen der 112 der Anruf auf die Notrufnummer 9-1-1 des Nordamerikanischen Nummerierungsplans weitergeleitet. Auch einige lateinamerikanische Länder kennen die 112, zum Beispiel Costa Rica. Darüber hinaus wird sie auch in Ländern des pazifischen Raumes verwendet, wie beispielsweise in Australien, Neuseeland und in Vanuatu.
Neben dem Euronotruf können nationale Notrufnummern weiterhin gültig sein. In Österreich beispielsweise wird der Euronotruf 112 ebenso wie der Polizeinotruf (133) von den 9 Landesleitzentralen der Polizei entgegengenommen, wobei der Feuerwehrnotruf (122) und der Rettungsnotruf (144) weiterhin so zu verwenden sind.

## Besonderheiten bei der Handybenutzung
Anfangs war bei einem Mobiltelefon der Euronotruf meist ohne eingelegte SIM-Karte, Eingabe des PIN-Codes oder Aufhebung der Tastensperre wählbar. Während es beispielsweise in Österreich nach wie vor möglich ist, muss für diese Funktion wegen häufigen Notrufmissbrauchs in den GSM-Netzen von Belgien, Bulgarien, Deutschland, Kroatien, Frankreich, Rumänien, der Schweiz, Slowenien und Großbritannien eine SIM-Karte eingelegt sein. In Deutschland ist durch die Verordnung über Notrufverbindungen das Herstellen von Notrufverbindungen ohne betriebsbereite SIM-Karte seit dem 1. Juli 2009 nicht mehr möglich. Hat das Mobiltelefon keinen Empfang im Netz der eigenen SIM-Karte, wird automatisch über ein fremdes Netz vermittelt. Ein solcher Notruf hat im Mobilfunknetz Priorität, nötigenfalls wird eine andere Verbindung getrennt. Diese Priorisierung gilt für andere Notrufnummern meist nicht, wie beispielsweise für die Polizeirufnummer 110 in Deutschland.
Der Euronotruf 112 ist Systembestandteil der GSM-Spezifikation und weltweit bei allen GSM/UMTS/LTE-Mobiltelefonen als Notrufnummer nutzbar.

## Bekanntheit des Notrufs 112 als europaweite Notrufnummer
Das Europäische Parlament stellte im Jahr 2007 fest, dass der Euronotruf als europaweit gültige Notrufnummer 112 viel zu wenig bekannt sei, und forderte deshalb, die Vorteile der einheitlichen Notrufnummer sichtbarer zu machen. Diese Feststellung wurde durch das seit 2008 regelmäßig erstellte Eurobarometer zum Euronotruf 112 bestätigt: Im EU-Durchschnitt war im Jahr 2008 demnach nur 22 % der Bevölkerung bekannt, dass die 112 EU-weit gilt. In Deutschland waren dies nur 12 %. Die geringe Bekanntheit der europaweiten Gültigkeit der 112 bestätigte sich 2009 (EU-Durchschnitt 24 %, Deutschland 16 %) und 2010 (EU-Durchschnitt 25 %, Deutschland 18 %) bei einem geringen absoluten Anstieg. Die Bekanntheit als EU-weite Notrufnummer nahm bis zum Februar 2013 im EU-Durchschnitt auf 27 % zu und betrug in Deutschland 17 %. Deutschland lag damit für 2013 auf dem viertletzten Platz in der EU vor Großbritannien (13 %), Griechenland (7 %) und Italien (5 %). Die Bekanntheit als EU-weite Notrufnummer ist in Polen (57 %), der Slowakei (55 %) und Finnland (54 %) am höchsten. In Österreich ist sie mehr als doppelt so hoch (37 %) wie in Deutschland.

## Europäischer Tag des Notrufs 112
Am 11. Februar 2009 beschlossen das Europäische Parlament, der Rat der Europäischen Union und die Europäische Kommission gemeinsam die Einführung eines jährlichen „Europäischen Tags des Notrufs 112“, um den Euronotruf bekannter zu machen. Der Euronotruftag wurde aufgrund der im Datum enthalten Notrufnummer auf den 11.2. (11. Februar) gelegt. Aufgrund der Erklärung des Europäischen Parlaments zu der Europäischen Notrufnummer 112 vom 25. September 2007 wurde der erste Tag des europaweiten Notrufs bereits am 11. Februar 2008 in Stuttgart durch verschiedene (Rettungs-)Organisationen begangen.
Die gemeinsame Notrufnummer hat eine mehrfach integrierende Funktion. Sie führt die Rettungsorganisationen (Rettungsdienste, Feuerwehren, polizeiliche Rettung) zusammen – in Deutschland in integrierten Leitstellen. Als gemeinsame Notrufnummer verbindet sie auch alle Rettungsorganisationen in der EU und ist dort ein Symbol für die Kultur des Helfens. Die zunehmende Bekanntheit des Euronotrufs als gemeinsame Notrufnummer macht die 112 zum Symbol für die Europäische Union. Dazu kann auch der Euronotruftag beitragen.

## Automatische Anruferortung
Die vom Europäischen Parlament und dem Rat der Europäischen Union verabschiedete Richtlinie (EU) 2018/1972 beschreibt eine dem US-amerikanischen Vorbild des E911 folgende Anruferortung bei Anwahl der Notrufnummer 112. Mit ihr werden die Mitgliedstaaten dazu verpflichtet, sicherzustellen, dass der Leitstelle Informationen zum Anruferstandort des Notrufenden bereitgestellt werden. In der Verordnung wird explizit „vom Mobilgerät gewonnene Angaben zum Standort des Anrufers“ genannt. Damit ist die satellitengestützte Ortung des Smartphones oder des Kraftfahrzeugs gemeint, welche über den quelloffenen Standard Advanced Mobile Location realisiert wird. Allerdings kommt auch die GSM-Ortung in Betracht, welche jedoch wegen technischer Grenzen ungenau und fehlerbehaftet ist.

## Geschichte
In der Bundesrepublik Deutschland beschloss die Ministerpräsidentenkonferenz am 20. September 1973 im Beisein des damaligen Bundeskanzlers Willy Brandt die bundesweite Einführung der Notrufnummern 110/112, die in den großen Städten schon ab 1956 eingeführt worden waren. Eine wichtige Rolle spielte dabei die Björn Steiger Stiftung, die nach dem achtjährigen Björn Steiger benannt ist, der im Jahr 1969 nach einem Verkehrsunfall wegen fehlender zeitnaher und professioneller Hilfe starb.
Die europaweite Einführung der 112-Notrufnummer wurde auf Vorschlag der Europäischen Kommission 1991 vom EU-Ministerrat beschlossen und seitdem vom Europäischen Parlament und dem Ministerrat in zwei weiteren Gesetzgebungsverfahren konsolidiert. Inzwischen übernahmen viele Länder außerhalb der EU dieses Konzept.
In Deutschland ist der Euronotruf gesetzlich in § 164 Telekommunikationsgesetz geregelt, in Österreich in den §§ 17–22 KEM-V, wo er generell auf Landesleitstellen der Polizei geleitet wird.

## Missbrauch
Ein vorsätzlicher Missbrauch des Euronotrufs ist, wie auch bei anderen Notrufnummern, in den meisten europäischen Ländern strafbar, vgl. Missbrauch von Notrufen und Beeinträchtigung von Unfallverhütungs- und Nothilfemitteln und Notruf#Missbrauch.

## Probleme in Grenznähe
In Grenznähe kann es bei Nutzung eines Mobiltelefons dazu kommen, dass der Notruf ins Nachbarland verbunden wird. So soll laut Zeitungsbericht der Passauer Neue Presse im Jahr 2019 in Neuburg am Inn wegen eines Arbeitsunfalls der Euronotruf gewählt worden sein, aber die Verbindung sei zur österreichischen Polizei hergestellt worden, welche sich für nicht zuständig erklärt habe und auch nicht zur Zentrale in Passau verbinden konnte.